# World Register of Marine Species
Cơ sở dữ liệu sinh vật biển (World Register of Marine Species hay viết tắt WoRMS) là một cơ sở dữ liệu cung cấp thông tin tác giả và tên các sinh vật biển.

## Nội dung
Nội dung của Cơ sở dữ liệu sinh vật biển được biên tập và duy trì bởi các chuyên gia khoa học về từng nhóm sinh vật. Những nhà phân loại này kiểm soát chất lượng của thông tin, được thu thập từ các tạp chí về bệnh lý và một số cơ sở dữ liệu cụ thể trong khu vực và phân loại. WoRMS duy trì tên hợp lệ của tất cả các sinh vật biển, nhưng cũng cung cấp thông tin về các từ đồng nghĩa và tên không hợp lệ. Nó sẽ là một nhiệm vụ liên tục để duy trì đăng ký, vì các loài mới liên tục được phát hiện và mô tả bởi các nhà khoa học. Ngoài ra, danh pháp và phân loại của các loài hiện có thường được sửa chữa hoặc thay đổi khi nghiên cứu mới liên tục được công bố.

## Lịch sử
WoRMS được thành lập năm 2008 và phát triển từ Cơ sở dữ liệu sinh vật biển châu Âu về các loài sinh vật biển và đăng ký UNESCO-IOC của các sinh vật biển (URMO), được biên soạn bởi Jacob van der Land (và một số đồng nghiệp) tại Bảo tàng Lịch sử Tự nhiên Quốc gia, Leiden. Nó chủ yếu được tài trợ bởi Liên minh châu Âu và được tổ chức bởi Viện Hải dương học Flanders ở Ostend, Bỉ. WoRMS đã thiết lập các thỏa thuận chính thức với một số dự án đa dạng sinh học khác, bao gồm Cơ sở Thông tin Đa dạng Sinh học Toàn cầu và Bách khoa Toàn thư của Cuộc sống. Trong năm 2008, WoRMS đã tuyên bố rằng họ hy vọng sẽ có được một bản ghi cập nhật về tất cả các loài sinh vật biển được hoàn thành vào năm 2010, năm mà cuộc điều tra dân số sinh vật biển đã hoàn thành.
Tính đến tháng 2 năm 2018, WoRMS chứa danh sách cho 480.931 tên loài sinh vật biển (bao gồm cả các từ đồng nghĩa) trong đó 240.633 là các loài sinh vật biển hợp lệ (95% được kiểm tra). Mục tiêu của họ là có một danh sách cho mỗi trong số hơn 240.000 loài sinh vật biển.